# 库尔特·弗利格尔
库尔特·弗利格尔（Kurt Pflieger，1890年9月19日—1958年9月19日）是一位納粹德國德意志國防軍将领，曾在第二次世界大战期间指挥过包括第31步兵師在內的几个师级单位，並获颁騎士鐵十字勳章。